# Chondrosia spurca
Chondrosia spurca är en svampdjursart som beskrevs av Carter 1887. Chondrosia spurca ingår i släktet Chondrosia och familjen Chondrillidae.
Artens utbredningsområde är havet utanför Myanmar. Inga underarter finns listade i Catalogue of Life.